# Jimmy Swaggart
Jimmy Lee Swaggart (Ferriday, 15 marzo 1935 – Baton Rouge, 1º luglio 2025) è stato un pastore protestante, predicatore, cantante e pianista statunitense.
Protestante pentecostale, Jimmy Swaggart era uno dei più noti telepredicatori al mondo, con un picco di popolarità raggiunto negli anni '80.
Durante il suo ministero cristiano ha guidato oltre 200 raduni cristiani in luoghi pubblici o arene (cosiddette "crociate"), in tutto il mondo, davanti a milioni di spettatori e in decine di paesi, tra cui Argentina, Brasile, Canada, Cile, Costa Rica, Repubblica Dominicana, El Salvador, Guatemala, Honduras, Costa d'Avorio, Giamaica, Liberia, Nicaragua, Panama, Paraguay, Peru, Filippine, Russia e Sud Africa.
Gestiva la Jimmy Swaggart Ministries, gruppo che possiede il SonLife Broadcasting Network (SBN), un network presente su più piattaforme attraverso il quale Swaggart predicava quotidianamente. Era il pastore della “Family Worship Center”, una chiesa di Baton Rouge, in Louisiana.
Swaggart è stato anche un cantante e pianista di genere gospel, e ha ottenuto per questo una nomination ai Grammy Award. Nella carriera ha venduto oltre 15 milioni di dischi e registrato oltre 50 album.

## Biografia

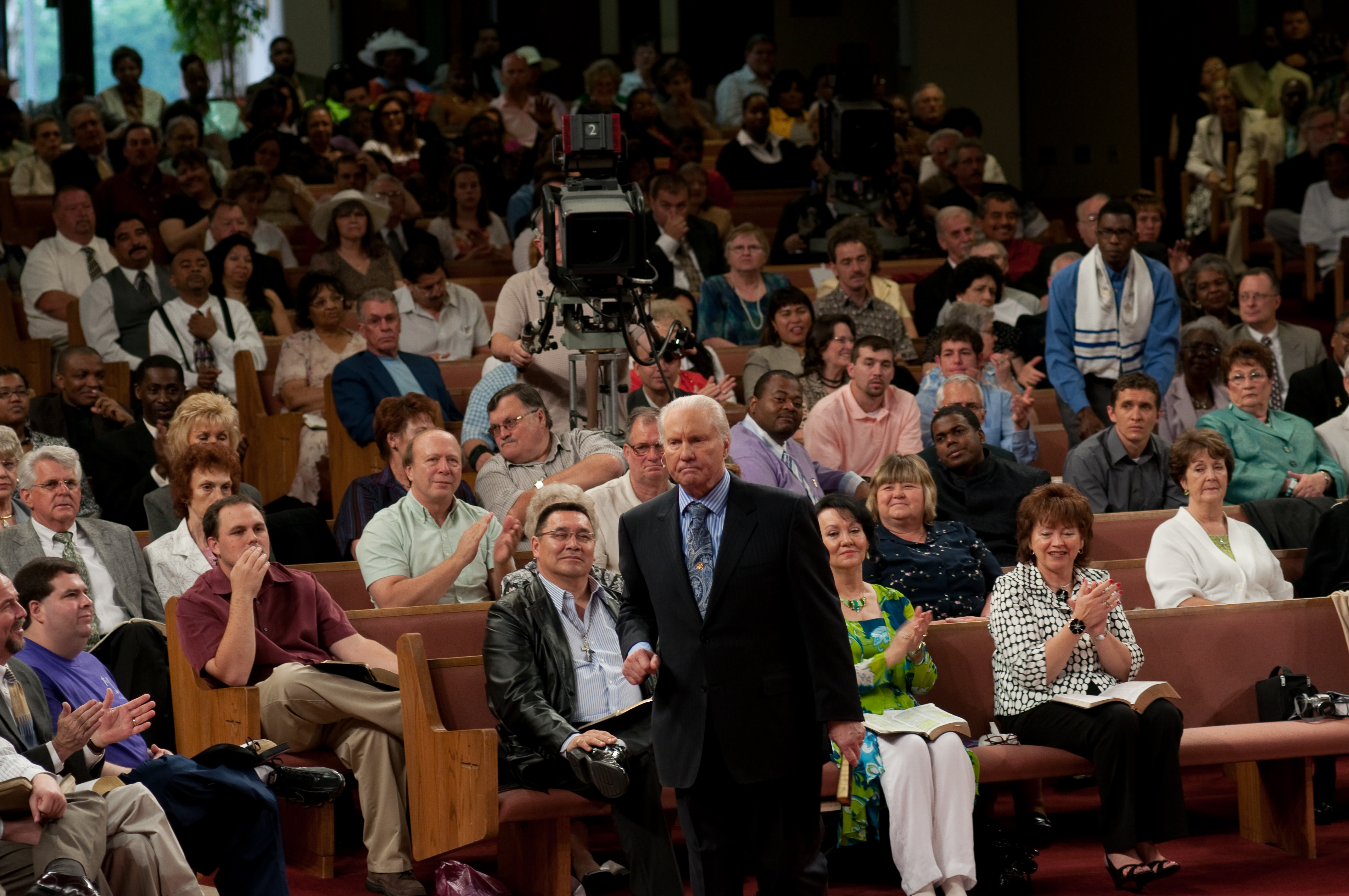
Jimmy Swaggart mentre predica nella sua chiesa, 2009

### Attività religiosa
Swaggart è nato nel 1935 a Ferriday, in Louisiana, dal  predicatore pentecostale Willie Leon "Sun" Swaggart e da Minnie Bell Herron,  cugino della "leggenda" musicale Jerry Lee Lewis e della star della musica country Mickey Gilley. Aveva anche una sorella, Jeanette Ensminger, nata nel 1942 e morta nel 1999. Con i genitori, Swaggart frequentava spesso piccole chiese della Assemblea di Dio. Nel 1952, all'età di 17 anni, sposò la quindicenne Frances Anderson, che aveva incontrato nella chiesa di Wisner, in Louisiana. La coppia ha avuyo un figlio di nome Donnie, anch'egli predicatore.
Nel corso degli anni '60, fondò a Baton Rouge una chiesa pentecostale, la Family Worship Center, attraverso la quale predicava via radio tutte le settimane.  
Negli anni '70 cominciò poi a usare la TV come mezzo di comunicazione e questo ne accrebbe molto la notorietà. In quel periodo furono numerose le cosiddette "crociate", cioè eventi di diffusione del vangelo e di predicazione, in giro per il mondo e con centinaia di migliaia di seguaci, soprattutto in America Latina. 

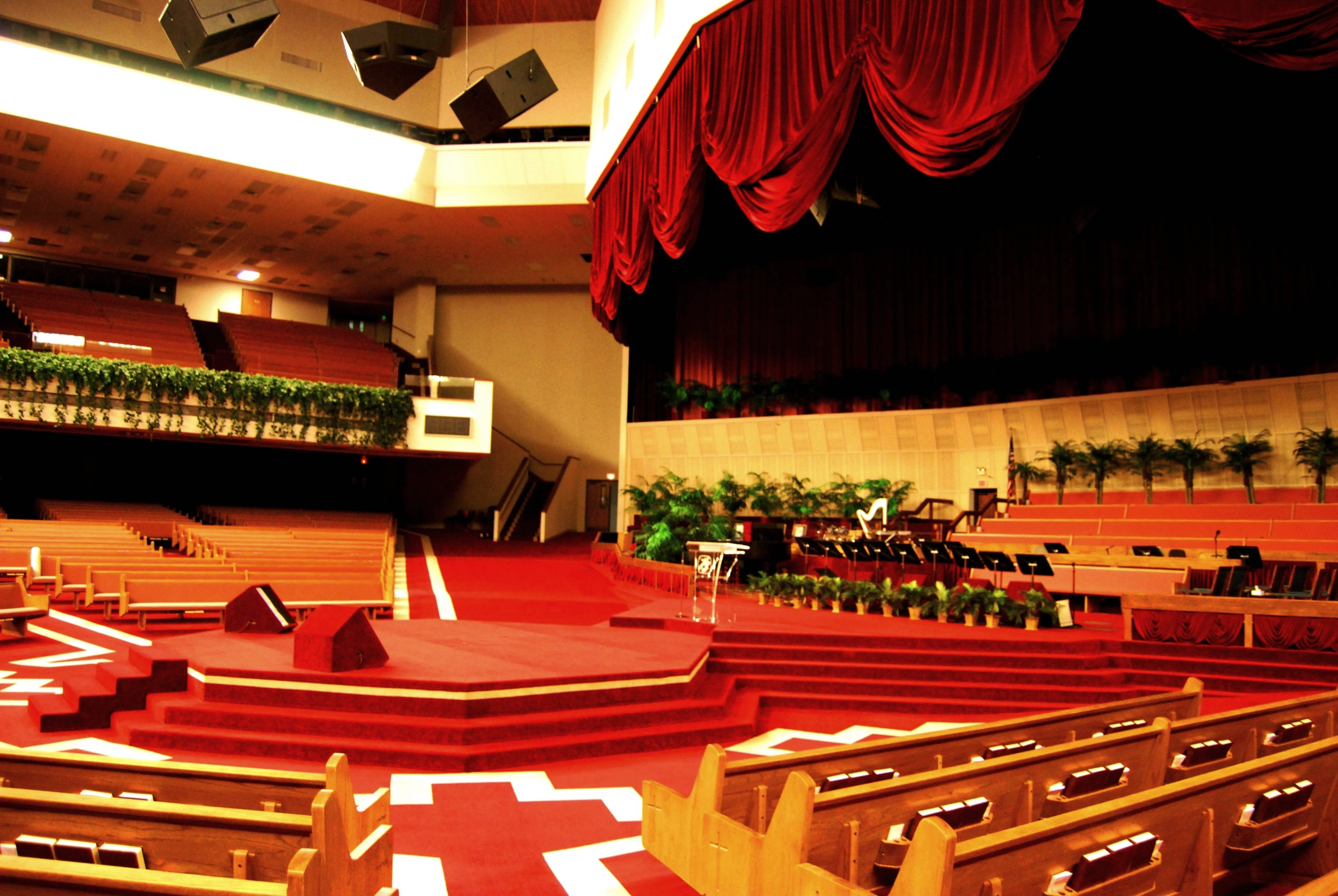
La "Family Worship Center" a Baton Rouge, Louisiana, sede delle sue prediche settimanali.

A seguito di uno scandalo con una prostituta nel 1988, e di un secondo caso simile nel 1991, conobbe un crollo di popolarità ma la sua attività proseguì nonostante questo. Nell'autunno del 1984, Swaggart aprì il Jimmy Swaggart Bible College (JSBC), un istituto crsitiano che offre studi biblici ed altri percorsi formativi. Anche le iscrizioni a JSBC sono diminuite drasticamente nel 1988 quando gli studenti hanno cominciato ad abbandonare gli studi a seguito dello scandalo in cui Swaggart era rimasto coinvolto
Nel 1991, il college è stato ribattezzato World Evangelism Bible College.   
A partire dagli anni 2000, Swaggart fondò la SonLife Broadcasting Network, un network attraverso il quale predicava in radio e televisione, con una rete attiva tutti i giorni per 24 ore.  
Swaggart ha pubblicato circa 50 libri diffusi attraverso il suo ministero e la sua Chiesa. È l'autore di varie guide di studio allo studio biblico e di oltre trenta commenti biblici. In collaborazione con la sua Chiesa, vi è anchr la pubblicazione della rivista mensile The Evangelist.

### Carriera musicale
Nato in una famiglia di musicisti, ha da sempre accostato al suo lavoro di predicatore quello di musicista, credendo che la musica aiuti a migliorare la vita spirituale di tutti. Ha una voce peculiare e riconoscibile, da basso baritono, ed è anche un pianista.

## Vita privata

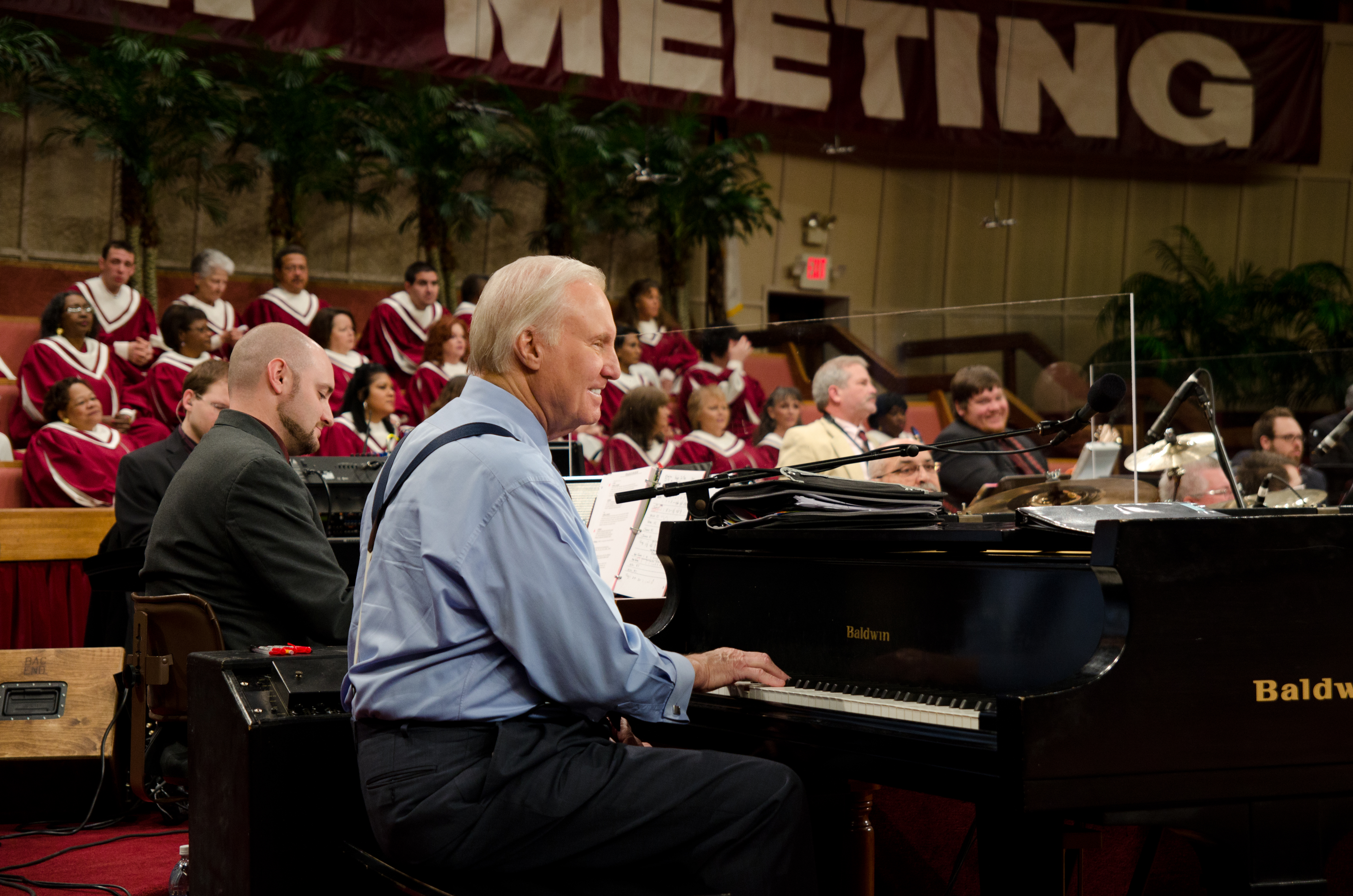
Jimmy Swaggart in concerto durante una messa nel 2011

Il 10 ottobre 1952,  diciassettenne, ha sposato la quindicenne Frances Swaggart (nata Anderson il 9 agosto 1937). La coppia ha avuto un figlio,  nato il 18 ottobre 1954, il cui nome, Donnie, riprende quello del fratello di Jimmy Swaggart, morto durante l'infanzia. Ha avuto tre nipoti e diversi pronipoti. Suo figlio è anch'egli predicatore,  al pari di suo nipote Gabriel Swaggart, il che fa sì che quattro generazioni della famiglia Swaggart siano state coinvolte nel lavoro ministeriale.
Cugini di Swaggart sono la leggenda musicale Jerry Lee Lewis e la star della musica country Mickey Gilley.
Nel 1980 Swaggart ha ricevuto una nomination ai Grammy Awards per la migliore performance gospel con il suo album Worship.

## Controversie
Negli anni '80 e '90 Swaggart è stato al centro di numerosissime polemiche a causa di due eventi nei quali è stato scoperto frequentare e ad avere rapporti sessuali con prostitute, commettndo adulterio (il primo caso fu nel 1988, seguiti da un secondo tre anni dopo, nel 1991). A seguito del primo scandalo, rivolse alcune parole in lacrime davanti a milioni di telespettatori ed ascoltatori: “I have sinned” (“Ho peccato”), senza comunque motivare in modo più approfondito il significato di quelle parole.

## Discografia  parziale
- 1978 - Somewhere Listenin'
- 1978 - Christmas Spirit
- 1979 - Sometimes Alleluia
- 1980 - Whorship
- 1980 - Homeward Bound
- 1982 - Jesus, Just the Mention of Your Name
- 1985 - Sweet Anointing
- 1986 - It's Beginning to Rain
- 1987 - Jesus Be Jesus in Me
- 1988 - Christ Is My Everything
- 1999 - You Won't Leave Here Like You Came in Jesus' Name
- 2009 - The Love of God
- 2011 - All I Need Is Jesus
- 2013 - How About Your Heart
- 2021 - Sweet Hour of Prayer
- 2022 - Jimmy Lee & Jerry Lee: The Boys From Ferriday
- 2024 - Jesus Paid It All